# Агенс
А́генс (лат. agens — «той, що діє») — семантична категорія, одна з головних у мові. У висловлюванні агенсом є активний учасник ситуації, що здійснює дію або здійснює контроль над ситуацією. У реченні «М'яч був кинутий гравцем» агенс — гравець. Синтаксично в українській мові для позначення агенса найчастіше використовується або називний, або орудний відмінок.